# Прибутковий будинок Костанаєва
Прибутковий будинок Костанаєва (рос. Доходный дом Костанаева) — будівля в Ростові-на-Дону, розташована на Великій Садовій вулиці (будинок 66/37). Прибутковий будинок був побудований в кінці XIX століття. Будівля має статус об'єкту культурної спадщини регіонального значення.

## Історія
Прибутковий будинок Костанаєва розташований на розі Великої Садової вулиці та провулку Семашко (в деяких джерелах ця будівля позначається як прибутковий будинок А.А. Леонідова). Точний рік спорудження будинку не встановлено, але згідно аналізу архітектурного стилю, він був зведений в останній чверті XIX століття. Подібний тип будівель характерний для Ростова того часу — двоповерховий будинок з торговими лавками на першому поверсі і житловими приміщеннями на другому. До західної стіни будинку Костанаєва примикає торговий дім Яблокових.
До приходу радянської влади прибутковий будинок належав представникам родини Костанаєвих: Сергію, Матвію, Кирилу, Григорію і Еммануїлу. Перший поверх будівлі орендували різні торговельні установи: галантерейний магазин Торгового дому «Гаврилов А. С. з С-мі», гастрономічний магазин «Бр. В. і Н. Бландових», магазин золотих і срібних речей Дм.Смирнова. З 1914 року в будинку знаходився торговий дім «Бережнова Г. В. і К».
У 1920-х роках перший поверх будівлі займав магазин товариства «Алазан». Потім там був магазин №8 Міськкоопторга, а також магазин пластинок і грамофонів. За даними 1959 року на першому поверсі знаходилися магазин №8 Міськкоопторгу, магазин №69 «Іграшка» Міськкоопторгу, майстерня з ремонту годинників та ювелірно-граверна майстерня. У 1990-х роках там знаходився магазин «Буратіно» і пункт обміну валюти.
Постановою Глави Адміністрації Ростовської області № 411 від 9 жовтня 1998 року прибутковий будинок Костанаєва було взято під державну охорону як об'єкт культурної спадщини регіонального значення.